# 格拉默塔尔
格拉默塔尔（德語：Grammetal，發音：[ˈɡʁaməˌtaːl]，意为“格拉默河谷”）是德国图林根州魏玛地区县的市镇，面积88.28平方千米，2023年12月31日人口为6,438人。该市镇于2019年12月31日由格拉默河谷管理共同体的全部9个成员市镇贝希施泰特施特拉斯、山麓达斯多夫、霍普夫加滕、伊瑟罗达、门兴霍尔茨豪森、下齐门、诺拉、山麓奥特施泰特和特罗施泰特合并而成。